# Бакус (Минесота)
Бакус (енгл. Backus) град је у америчкој савезној држави Минесота.

## Демографија
По попису из 2010. године број становника је 250, што је 61 (-19,6%) становника мање него 2000. године.
| Група             | 2000.       | 2010.       |
| Белци             | 305 (98,1%) | 236 (94,4%) |
| Афроамериканци    | 0 (0,0%)    | 0 (0,0%)    |
| Азијати           | 2 (0,6%)    | 0 (0,0%)    |
| Хиспаноамериканци | 0 (0,0%)    | 2 (0,8%)    |
| Укупно            | 311         | 250         |